# Scheyern (gmina)

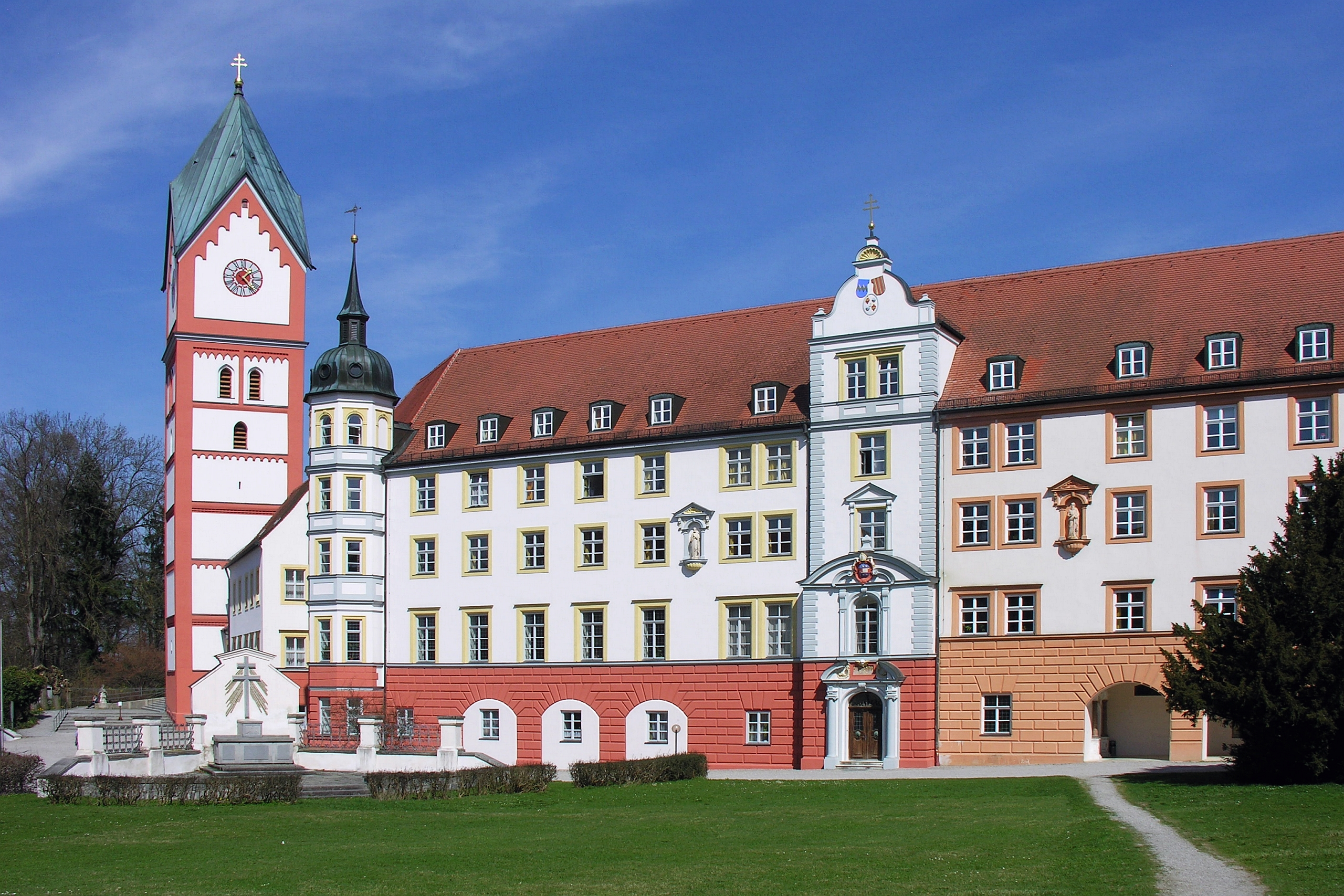
Klasztor Scheyern

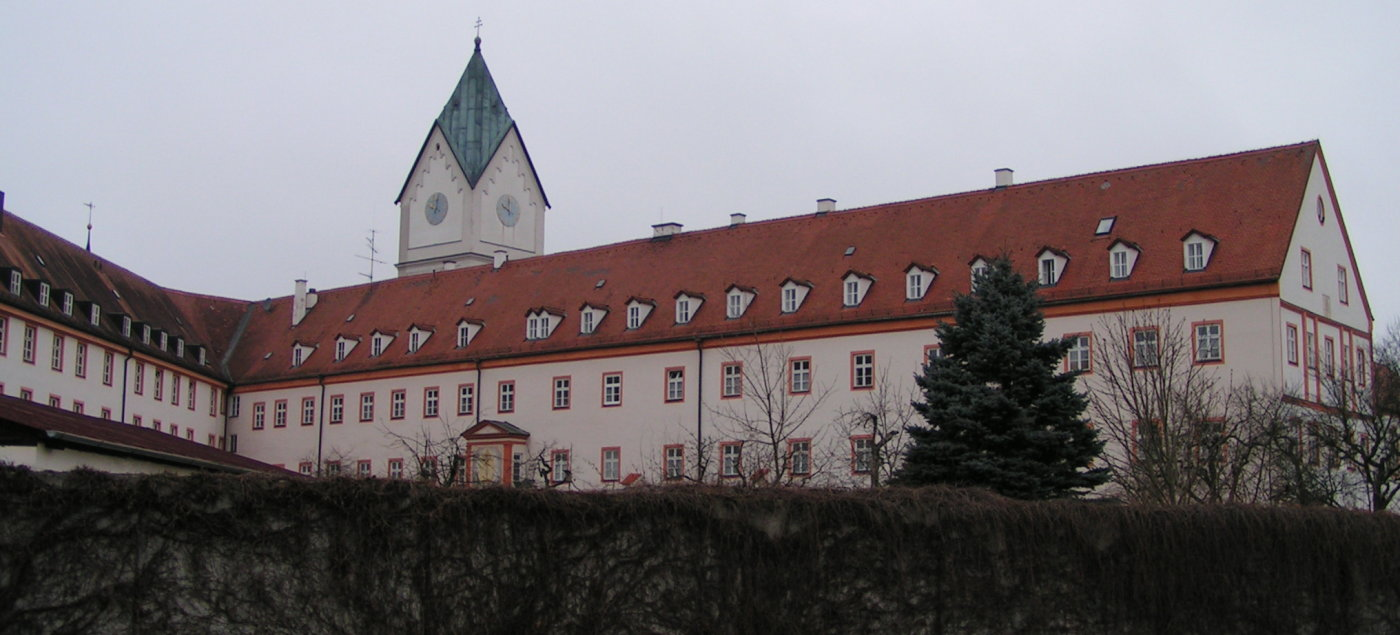
Klasztor

Scheyern – gmina w Niemczech, w kraju związkowym Bawaria, w rejencji Górna Bawaria, w regionie Ingolstadt, w powiecie Pfaffenhofen an der Ilm. Leży wokoło 5 km na południowy zachód od Pfaffenhofen an der Ilm.

## Demografia
| Rok  | Liczba mieszk. |
| ---- | -------------- |
| 1970 | 3271           |
| 1987 | 3468           |
| 2000 | 4435           |
| 2005 | 4543           |

### Struktura wiekowa
Dane o ludności z 31 grudnia 2008:
| Opis                                | Ogółem | Ogółem | Kobiety | Kobiety | Mężczyźni | Mężczyźni |
| ----------------------------------- | ------ | ------ | ------- | ------- | --------- | --------- |
| Jednostka                           | osób   | %      | osób    | %       | osób      | %         |
| Populacja                           | 4543   | 100    | 2228    | 49,04   | 2315      | 50,96     |
| Wiek przedprodukcyjny (0–17 lat)    | 867    | 19,08  | 417     | 9,18    | 450       | 9,91      |
| Wiek produkcyjny (18–65 lat)        | 2880   | 63,39  | 1372    | 30,2    | 1508      | 33,19     |
| Wiek poprodukcyjny (powyżej 65 lat) | 796    | 17,52  | 439     | 9,66    | 357       | 7,86      |

## Polityka
Wójtem gminy jest Albert Müller z WG, rada gminy składa się z 16 osób.
|      | CSU/BB | SPD | FW | WG | Razem |
| 2008 | 5      | 1   | 3  | 7  | 16    |
| 2002 | 7      | 1   | 3  | 5  | 16    |